# Trevor Griffiths
Trevor Griffiths (Ancoats, 4 aprile 1935 – Boston Spa, 29 marzo 2024) è stato un drammaturgo e sceneggiatore britannico.

## Biografia
Dopo aver lavorato alla BBC dal 1965 al 1972, fu autore di celebri drammi come Albicocche (1971) e Commedianti (1975), che in particolar modo lo consacrò come eccellente drammaturgo.
Nel 2005 sceneggiò il film La vita di Thomas Paine.
Muore il 29 marzo 2024, pochi giorni prima di compiere 89 anni.

## Filmografia parziale
- La corsa al Polo (The Last Place on Earth) – miniserie TV, 7 puntate (1985)